# Wataru Takeshita

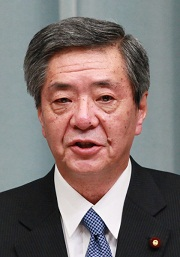
Wataru Takeshita (2014)

Wataru Takeshita (jap. 竹下 亘, Takeshita Wataru; * 3. November 1946 in Kakeya (heute: Unnan), Präfektur Shimane; † 17. September 2021) war ein japanischer Politiker der Liberaldemokratischen Partei (LDP), Abgeordneter im Shūgiin, dem Unterhaus des nationalen Parlaments, für den Wahlkreis Shimane 2 und Wiederaufbauminister. Innerhalb der LDP führte er die Takeshita-Faktion.

## Leben
Takeshita, der jüngere (Halb-)Bruder des Shūgiinabgeordneten und Premierministers Noboru Takeshita, besuchte die angeschlossene Oberschule der Keiō-Universität und studierte anschließend an der dortigen wirtschaftswissenschaftlichen Fakultät. Er arbeitete danach als Wirtschaftskommentator für den öffentlich-rechtlichen Rundfunksender NHK, später als Sekretär seines Bruders.
Für die Shūgiin-Wahl 2000 kündigte Noboru Takeshita seinen Rückzug aus der Politik an (und starb wenige Tage vor der Wahl), Wataru Takeshita übernahm den Wahlkreis Shimane 2, den er souverän gewann und danach sechsmal in Folge verteidigte. In der LDP schloss er sich der ehemaligen Faktion seines Bruders an. Während des 3. Kabinetts Koizumi war er parlamentarischer Staatssekretär (daijin seimukan) im Umweltministerium, von 2008 bis 2009 – während der Kabinette Fukuda und Asō – dann Staatssekretär (fukudaijin) im Finanzministerium.
Im September 2014 berief Shinzō Abe Takeshita bei einer Kabinettsumbildung des zweiten Kabinetts Abe zum Wiederaufbauminister. Bei der ersten Umbildung des dritten Kabinetts wurde er von Tsuyoshi Takagi abgelöst. Takeshita steht, wie Premier Abe und weitere Kabinett- und LDP-Parteimitglieder, der als revisionistisch geltenden Nippon Kaigi nahe.
Ab dem 3. August 2017 war er der Vorsitzende des Exekutivrats der LDP und hatte somit eines der „drei Parteiämter“ inne. Im April 2018 übernahm er nach dem Rücktritt Fukushirō Nukagas den Vorsitz der Heisei Kenkyūkai, der drittgrößten Faktion der LDP. Im Oktober 2018 ersetzte ihn Abe als Vorsitzender des LDP-Exekutivrats durch Katsunobu Katō.
Im Juli 2021 kündigte er aus gesundheitlichen Gründen seinen Rückzug aus der aktiven Politik zur im Herbst bevorstehenden Wahl an. Er starb noch vor der Wahl an Krebs.